# Córka Draculi
Córka Draculi (ang. Dracula’s Daughter) – amerykański horror z 1936 roku. Film jest kontynuacją filmu Dracula z 1931 roku.

## Treść
Hrabia Drakula został zabity przez profesora Van Helsinga, a jego ciało umieszczone w miejskiej kostnicy. Jednak niebawem na ulicach Londynu znów znajdowane są zwłoki ludzi pozbawionych krwi.

## Obsada
- Otto Kruger – dr Jeffrey Garth
- Gloria Holden – hrabina Marya Zaleska
- Marguerite Churchill – Janet Blake
- Edward Van Sloan – profesor Von Helsing
- Gilbert Emery – sir Basil Humphrey
- Irving Pichel – Sandor
- Halliwell Hobbes – sierżant Hawkins
- Billy Bevan – posterunkowy Albert
- Nan Grey – Lili
- Hedda Hopper – lady Esme Hammond
- Claud Allister – sir Aubrey Vail
- Edgar Norton – Hobbs
- E.E. Clive – sierżant Wilkes